# Doreen Wilber
Doreen Wilber, född 8 januari 1930 i Rutland, Iowa, död 19 oktober 2008 i Des Moines, Iowa, var en amerikansk idrottare som tog OS-guld i bågskytte vid olympiska sommarspelen 1972.